# Serapionsbrüder (Petrograd)

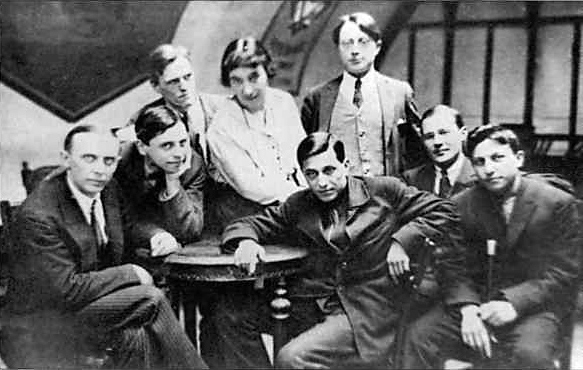
Serapionsbrüder. Links nach rechts: Konstantin Fedin, Michail Slonimski, Nikolai Tichonow, Jelisaweta Polonskaja, Nikolai Nikitin, Michail Soschtschenko, Ilja Grusdew, Weniamin Kawerin

Serapionsbrüder (russisch Серапионовы братья) war eine nach dem Vorbild der Berliner Serapionsbrüder von E. T. A. Hoffmann in Petrograd 1921 gegründete literarische Gruppe.

## Geschichte
Die Geschichte der Serapionsbrüderschaft beginnt 1919 mit dem unter der Ägide Maxim Gorkis eröffneten Haus der Künste in Petrograd. Im literarischen Studio der neuen Einrichtung bekamen junge Autoren die Gelegenheit, sich zu Lesungen und Gesprächen zu treffen und Seminare von erfahrenen Schriftstellern und Poeten wie Jewgeni Samjatin und Nikolai Gumiljow zu besuchen. In der von Revolution, Bürgerkrieg und politischem Druck auf die Kunstschaffenden geprägten Zeit war dieses Haus eines der Zentren des freien geistigen Lebens in Petrograd.
In diesem Umfeld bildete sich langsam der Kreis jener jungen Schriftsteller, die sich mit einem von dem deutschen Romantiker E.T.A. Hoffmann entlehnten Namen „Die Serapionsbrüder“ benannten.
Offiziell gegründet wurde die Gruppe 1921, und am ersten Februar dieses Jahres versammelten sich die Brüder zum ersten Mal. Die Serapionsbrüder waren Lew Lunz, Nikolai Nikitin, Michail Slonimski, Ilja Grusdew, Konstantin Fedin, Wsewolod Iwanow, Michail Soschtschenko, Weniamin Kawerin, Wiktor Schklowski, Nikolai Radischtschew, Vladimir Pozner, Nikolai Tichonow und Jelisaweta Polonskaja. Schklowski und Gruzdev waren Literaturkritiker, Tichonow, Radischtschew und Polonskaja, die einzige Serapionsschwester, schrieben Gedichte, die restlichen Mitglieder waren Prosaschriftsteller und Publizisten.
Die Aufnahme von neuen Mitgliedern wurde fast gleichzeitig mit der Gründung gestoppt. Viele andere Autoren, die den Serapions im Geiste oder als wirkliche Freunde nahestanden, durften an den regelmäßigen Versammlungen jedoch teilnehmen und auch mitreden. Die Gruppe hatte keine offiziellen Ämter und keine Vereinssatzung, obwohl Sitzungsprotokolle geschrieben wurden. Oftmals trafen sich die Brüder auch privat, meist im kleinen Zimmer von Slonimski am Newskij Prospekt, wo die Autoren ihre Werke vortrugen und sich darüber austauschten.
Die meisten Mitglieder der Gruppe waren noch sehr jung und lebten von der finanziellen Unterstützung durch Maxim Gorki, der die Gruppe protegierte, obwohl die Serapionen die realistische Romanliteratur für überlebt hielten und damit auch das Werk ihres Gönners in Frage stellten.